# Овал Каннына
«Канны́нский конькобе́жный стадио́н» (кор. 강릉 스피드 스케이팅 경기장; ранее «Научный овал Каннына» кор. 강릉 사이언스 오발 경기장) — крытый конькобежный стадион в Канныне. Во время Олимпиады-2018 на нём проводились соревнования по конькобежному спорту.

## История
Строительство началось в сентябре 2013 года. Стоимость строительства оценивается в $36,8 млн.
Первым официальным соревнованием на катке должен был стать чемпионат Южной Кореи в классическом многоборье в сентябре 2016 года.
Перед Олимпиадой на овале в качестве тестовых соревнований был проведён чемпионат мира по конькобежному спорту на отдельных дистанциях 2017.

## Описание
Стандартный 400-метровый овальный конькобежный стадион с двумя дорожками. 8000 мест для зрителей. Находится на высоте 41 метр над уровнем моря.
Каток построен в Научном парке Каннына, вблизи моря и двух других объектов Олимпийских игр: Кёнпхо и Хоккейный центр Каннын. Имеет 3 VIP ложи площадью 250 м², 8 оборудованных раздевалок по 15 атлетов на каждую. К центру ледовой арены из раздевалок ведёт туннель.

## Соревнования
- Чемпионат мира по конькобежному спорту на отдельных дистанциях — 9-12 февраля 2017.
- Конькобежный спорт на зимних Олимпийских играх 2018 — 10-24 февраля 2018.

## Олимпийский овал после Олимпиады
После Олимпиады крытый конькобежный центр превратился в крупнейший в Южной Корее ледовый овал.

## Рекорды катка

### Мужчины
| Дистанция       | Спортсмен                                        | Страна     | Время    | Дата            |
| --------------- | ------------------------------------------------ | ---------- | -------- | --------------- |
| 500 м           | Ховар Лорентсен                                  | Норвегия   | 34,41    | 19 февраля 2018 |
| 1000 м          | Кьелд Нёйс                                       | Нидерланды | 1.07,95  | 23 февраля 2018 |
| 1500 м          | Кьелд Нёйс                                       | Нидерланды | 1.44,01  | 13 февраля 2018 |
| 3000 м          | Свен Крамер                                      | Нидерланды | 3.38,64  | 5 февраля 2018  |
| 5000 м          | Свен Крамер                                      | Нидерланды | 6.06,82  | 9 февраля 2017  |
| 10 000 м        | Свен Крамер                                      | Нидерланды | 12.38,89 | 11 февраля 2017 |
| Командная гонка | Ховард Бёкко Симен Нильсен Сверре Лунде Педерсен | Норвегия   | 3.37,08  | 21 февраля 2018 |

### Женщины
| Дистанция       | Спортсмен                         | Страна     | Время   | Дата            |
| --------------- | --------------------------------- | ---------- | ------- | --------------- |
| 500 м           | Нао Кодайра                       | Япония     | 36,94   | 18 февраля 2018 |
| 1000 м          | Йорин тер Морс                    | Нидерланды | 1.13,56 | 14 февраля 2018 |
| 1500 м          | Хизер Бергсма                     | США        | 1.54,08 | 12 февраля 2017 |
| 3000 м          | Ирен Вюст                         | Нидерланды | 3.59,05 | 9 февраля 2017  |
| 5000 м          | Эсме Виссер                       | Нидерланды | 6.50,23 | 16 февраля 2018 |
| Командная гонка | Аяно Сато Михо Такаги Нана Такаги | Япония     | 2.53,89 | 21 февраля 2018 |